# جورج أكرمان
جورج أكرمان (بالألمانية: Georg Ackermann)‏ هو منافس ألعاب قوى ألماني، ولد في 13 يوليو 1972 في غيرنسباخ في ألمانيا.

## وصلات خارجية
- جورج أكرمان على موقع الاتحاد الدولي لألعاب القوى (الإنجليزية)
- جورج أكرمان على موقع أوليمبيديا (الإنجليزية)